# Битва при Евримедонті
Битва при Евримедонті – морська битва біля узбережжя Малої Азії між силами сирійського царя Антіоха III та флотом союзного римлянам Родосу, котра відбулась під час Римо-селевкідської війни 192-188 рр. до н.е.

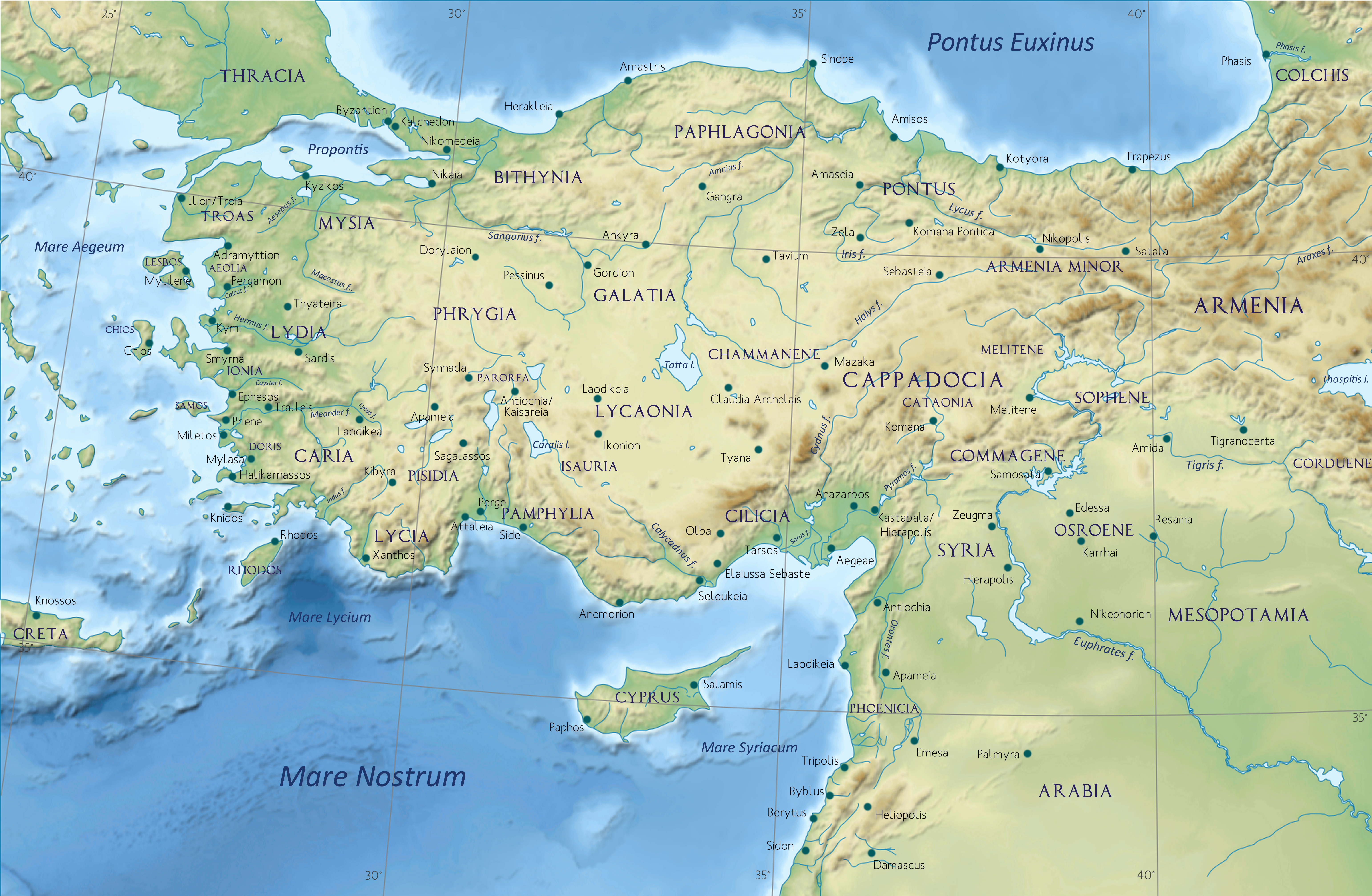
Карта Малої Азії, на південному узбережжі якої позначене місто Сіде, неподалік від якого розгорнулась битва. Також далі на захід по узбережжю позначені згадані у статті Родос, Кнід та Ефес

У 191 р. до н.е. сирійський флот під командуванням Поліксеніда зазнав поразки біля західного узбережжя Малої Азії в битві при Корику, після чого виявився заблокованим у Ефесі. Хоча завдяки вжитим заходам з ремонту та введення нових суден чисельність цієї ескадри вдалось відновити, проте вона суттєво поступалась морським силам римо-пергамо-родоської коаліції. Враховуючи це, Антіох III розпорядився зібрати додаткові кораблі у Фінікії та Памфілії, привести які до Егеїди мав пунієць Ганнібал.
Поки у східному Середземномор’ї йшов збір нової сирійської ескадри, Поліксенід у битві при Панормі зміг розгромити родосців, котрі спостерігали за Ефесом. Це змусило флотоводця римлян, який займався очищенням Геллеспонту від ворожих гарнізонів, повернути свої основні сили до Іонії для блокади ескадри Поліксеніда, натомість підготовку переправи римської армії до Малої Азії доручили пергамцям. Що стосується родосців, то вони тепер повинні були охороняти морський шлях уздовж південного узбережжя півострова, яким могли прибути підкріплення для сирійського флоту. Як наслідок, 15 кораблів під командуванням Евдама (в тому числі один коський та один кнідський) вирушили від Самоса на Родос.  
Направлена на початку кампанії до Іонії ескадра (залишки якої повертались тепер додому) становила лише частину морських сил родосців. Ще до її прибуття з острова вийшло 13 суден під командуванням Памфіліда, котрі до того ж з’єднались із 4 кораблями, висланими раніше для захисту союзних карійських міст. Першим завданням для цієї групи стало зняття облоги з Дедал та ще кількох укріплень у переї (родоські володіння на материку, котрі знаходились у східній частині Кнідського півострова в районі сучасного Мармарису). Відігнавши від них сирійські загони, Памфілід з’єднався з Евдамом, котрий на своєму шляху встиг отримати на Родосі ще кілька суден.
Далі об’єднана ескадра (під командуванням Евдама) попрямувала до східної Лікії, де розраховувала очікувати ворога біля Фаселіди. Втім, через нездорову місцевість (болота, котрі в цю літню пору давали шкідливі випаровування) серед екіпажів почались масові захворювання, що змусило перетнути Памфілійську затоку та пристати в усті Евримедонта (зараз Кьопрючай) неподалік від Аспенда. Тут від мешканців останнього родосці дізнались, що ворожа ескадра стоїть за пару десятків кілометрів, у Сіде. Сирійці завдяки спостереженню з дозорної вежі також дізнались про наближення супротивника.
На наступний день обидва флоти вирушили до битви. Селевкідська ескадра мала переважаючу чисельність – 47 кораблів, в тому числі три гептери (судно з сімома рядами весел) та чотири гексери (шість рядів), проте мешканці Родосу були більш досвідченими мореплавцями та мали більш якісні судна. Родосці вийшли з-за мису у похідних порядках, не розраховуючи одразу зустріти вишикуваного в лінію та готового до бою супротивника. Евдам, корабель якого йшов першим, почав відходити від берега, надаючи можливість наступним суднам вишикуватись у бойову лінію. Втім, він недостатньо далеко відплив у море, що призвело до певної сум’ятиці, оскільки кораблям із задньої частини колони не знаходилось місця. Евдам же в цей час лише з 5 суднами вступив у бій з Ганнібалом, котрий командував лівим флангом сирійців.
Втім, як тільки почалась активна сутичка по всьому фронту, одразу дались взнаки названі вище переваги родосців. Вони швидко звільняли місце для останніх кораблів колони, били ворожі судна таранами у носову частину, ламали їм весла, а пропливши крізь стрій – повертали і нападали з корми. Сильне враження на сирійців справило те, що їх гептера виявилась потопленою лише одним ударом значно меншого родоського корабля. Через певний час праве крило селевкідської ескадри, яким командував Аполлоній, повернуло та почало втікати. Ганнібал на іншому фланзі завдяки чисельній перевазі тіснив Евдама, проте родоський наварх підняв сигнал, на який поспішили переможні кораблі іншого крила. Пунієць, опинившись у ризикованій ситуації, також поспішно відступив. 
Єдиною втіхою для сирійців виявилось те, що веслувальники ворожого флоту були заслабкими після хвороби та швидко вибились із сил, що не дало змоги наздогнати та знищити ворожу ескадру. Втім, після сутички лише біля двох десятків селевкідських кораблів залишились цілими, багато були сильно пошкоджені, так що їм допомагали пересуватись допоміжні безпалубні судна.
Родосці змогли дотягнути до Фаселіди захоплену під час битви гептеру. Ескадра Харікліта із двадцяти суден залишилась біля лікійського міста Патара (котрим мешканці Родосу дуже хотіли оволодіти), тоді як Евдам з сімома кораблями повернувся до Самосу.
Ганнібал так більше і не наважився спробувати пройти до Егеїди, а ефеська ескадра Поліксеніда у підсумку зазнала поразки від переважаючих сил ворога в битві при Міонессі.